# Miranda Raison
Miranda Caroline Raison, född 18 november 1977 i Burnham Thorpe i Norfolk, är en brittisk skådespelerska.

## Rollista i urval
- 1999 – Tillbaka till Aidensfield (TV-serie) (1 avsnitt)
- 2002 – Kommissarie Lynley (TV-serie) (1 avsnitt)
- 2005 – Deuce Bigalow: European Gigolo
- 2005 – Match Point
- 2005–2009 – Spooks (TV-serie) (37 avsnitt)
- 2008 – Poirot (TV-serie) (1 avsnitt)
- 2010 – Married Single Other (TV-serie) (6 avsnitt)
- 2011 – My Week with Marilyn
- 2013–2020 – Thomas och vännerna (TV-serie) (röst, 11 avsnitt)
- 2017 – Breathe
- 2017 – Mordet på Orientexpressen
- 2020–2023 – Warrior (TV-serie) (17 avsnitt)